# Лондеро, Уго Орасио
Уго Орасио Лондеро (исп. Hugo Horacio Lóndero, род. 18 сентября 1946, Колония-Каройя, Кордова) — аргентинский футболист, нападающий. Игравший в течение почти всей своей карьеры в Колумбии.
Занимает второе место по общему числу голов в чемпионате Колумбии — 205 голов.
Принял колумбийское гражданство и сыграл 4 матча за сборную Колумбии.

## Международная статистика
| Матчи Уго Лондеро за сборную Колумбии | Матчи Уго Лондеро за сборную Колумбии | Матчи Уго Лондеро за сборную Колумбии | Матчи Уго Лондеро за сборную Колумбии | Матчи Уго Лондеро за сборную Колумбии | Матчи Уго Лондеро за сборную Колумбии | Матчи Уго Лондеро за сборную Колумбии |
| ------------------------------------- | ------------------------------------- | ------------------------------------- | ------------------------------------- | ------------------------------------- | ------------------------------------- | ------------------------------------- |
| №                                     | Дата                                  | Место проведения                      | Оппонент                              | Счёт                                  | Голы                                  | Турнир                                |
| 1                                     | 21 сентября 1975                      | Богота                                | Уругвай                               | 3:0                                   | —                                     | Кубок Америки                         |
| 2                                     | 26 сентября 1975                      | Богота                                | Бразилия                              | 2:1                                   | 1                                     | Товарищеский матч                     |
| 3                                     | 16 октября 1975                       | Богота                                | Перу                                  | 1:0                                   | —                                     | Кубок Америки                         |
| 4                                     | 22 октября 1975                       | Богота                                | Перу                                  | 0:2                                   | —                                     | Кубок Америки                         |

## Достижения

### Командные
- Чемпион Колумбии: 1973, 1976

### Личные
- Лучший бомбардир чемпионата Колумбии: 1969 (24 гола), 1971 (30 голов), 1972 (27 голов)